# فيصل بن مسلط المنديل
فيصل بن مسلط المنديل (17 ديسمبر 1963م في الرياض - ) دبلوماسي سعودي، يشغل منصب سفير خادم الحرمين الشريفين لدى كوبا، وسفيراً غير مقيم فوق العادة ومفوضًا عامًا للمملكة العربية السعودية لدى جمهورية الدومينيكان، وكان سابقًا سفيرًا للمملكة لدى دولة تشاد.

## التعليم
- بكالوريوس علوم سياسية من جامعة الملك سعود بالرياض.
- دبلوم علاقات دولية ودبلوماسية من جامعة بيروت العربية في بيروت.